# مرغ حق قبرسی
مرغ حق قبرسی (نام علمی: Otus cyprius) یک جغد کوچک بومی قبرس است.
ضبط جغدهایی با صدای مشابه در سرزمین اصلی مجاور اسرائیل به این گونه نسبت داده شده است، اما وضعیت کنونی ارایه‌شناختی این جمعیت‌های سرزمین اصلی مشخص نیست.
این گونه در مناطق روستایی دیده می‌شود، گاهی در ساختمان‌ها لانه می‌کند و به‌طور منظم از جعبه‌های آشیانه‌ای که برای گونه‌ها در نظر گرفته شده است، استفاده می‌کند.
این یک گونه کمترین نگرانی است.